# Acacia robusta
Acacia robusta és una espècie de planta arbustiva que pertany a la subfamília Mimosaceae, dins el grup de les lleguminoses. Conté les següents subespècies: Acacia robusta subsp. clavigera (E.Mey.) Brenan i Acacia robusta subsp. usambarensis (Taub.) Brenan. El seu nom comú és de Banya robusta (robust thorn) en referència als grans parells d'espines que presenten. És una planta endèmica de Sud-àfrica, també apareix a les zones d'Etiòpia i al sud de Somàlia. Ha estat introduïda al sud d'Àsia i a Austràlia se la considera una espècie invasora.
És un arbre de mida petita a mitjana, que arriba fins als 8 metres d'alçada. Presenta una tija que s'alça fins als 2 metres d'on es ramifica amb branques quasi verticals. L'escorça és de color gris, molt clivellada. Presenta estípules espinescents a més dels parells d'espines que poden fer fins a 6 cm de llarg.
Es distribueix com a poblacions disperses a la savana oberta, en boscos d'acàcies, en matollars a les valls i en praderies arbrades.
La fusta s'utilitza a vegades per a mobles, prestatges i jous, encara que el seu ús està limitat a causa d'una considerable deformació.
Entre la gent de Mijikenda de Kenya és fins i tot el tipus preferit de llenya. El fullatge i les beines són visitades pel bestiar. En la medicina tradicional, la pols d'arrel s'aplica a inflors, la cocció de l'arrel s'utilitza per tractar la dismenorrea, l'esterilitat femenina i l'esquistosomiasi; la cocció de l'escorça de la tija per tractar la gonorrea, dolors abdominals i malalties de la pell, i per al tractament de mossegades de serps. Acàcia robusta es conrea ocasionalment com una planta de bonsai.
Presenta una forta activitat antibacteriana en contra d'Staphylococcus aureus i una de moderada enfront d'Escherichia coli, encara que no han estat confirmades per estudis recents.